# Governo Raffarin I

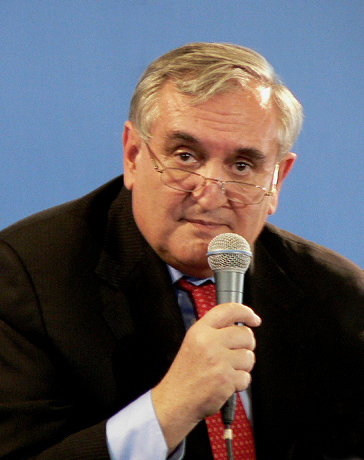
Jean-Pierre Raffarin, Primo ministro del governo Raffarin I.

Il governo Raffarin I è stato il ventottesimo governo della Quinta Repubblica francese ed il primo del secondo mandato del presidente Jacques Chirac. È durato dal 6 maggio 2002, data alla quale ha rimpiazzato il governo Jospin, al 17 giugno 2002, data alla quale fu rimpiazzato dal governo Raffarin II.
È stato nominato da Jacques Chirac dopo la sua vittoria all'elezione presidenziale del 2002 e ha dato, secondo la prassi, le dimissioni dopo le elezioni legislative del 2002 che hanno data una maggioranza al partito del presidente, l'UMP, il che ha causato l'immediata riconduzione del Primo ministro. 

## Composizione del Governo

### Ministri
- Ministro degli Interni, della Sicurezza nazionale e delle Autonomie locali: Nicolas Sarkozy (UMP)
- Ministro degli Affari Sociali, del Lavoro e della Solidarietà: François Fillon (UMP)
- Guardasigilli, Ministro della Giustizia: Dominique Perben (UMP)
- Ministro degli Affari esteri: Dominique de Villepin (UMP)
- Ministro della Difesa: Michèle Alliot-Marie (UMP)
- Ministro della Gioventù, dell'Educazione Nazionale e della Ricerca: Luc Ferry (UMP)
- Ministro dell'Economia, delle Finanze e dell'Industria: Francis Mer (UMP)
- Ministro delle Infrastrutture, dei Trasporti, della Pianificazione territoriale, del Turismo e del Mare: Gilles de Robien (UDF)
- Ministro dell'Ecologia e dello Sviluppo sostenibile: Roselyne Bachelot (UMP)
- Ministro della Salute, della Famiglia e delle Persone Handicappate: Jean-François Mattei (UMP)
- Ministro dell'Agricoltura, dell'Alimentazione, della Pesca e degli Affari rurali: Hervé Gaymard (UMP)
- Ministro della Cultura e della Comunicazione: Jean-Jacques Aillagon (UMP)
- Ministro della Funzione Pubblica, della Riforma dello Stato e della Pianificazione Territoriale: Jean-Paul Delevoye (UMP)
- Ministro dell'Oltremare: Brigitte Girardin (UMP)
- Ministro dello Sport: Jean-François Lamour (UMP)

### Ministri delegati
- Ministro delegato al Bilancio: Alain Lambert (UMP)
- Ministro delegato alle Libertà Locali: Patrick Devedjian (UMP)
- Ministro delegato agli Affari europei: Renaud Donnedieu de Vabres (UMP)
- Ministro delegato all'Insegnamento Scolastico: Xavier Darcos (UMP)
- Ministro delegato all'Insegnamento Superiore e alla Ricerca: François Loos (UMP)
- Ministro delegato alla Città e al Rinnovamento Urbano: Jean-Louis Borloo (UMP)

### Segretari di Stato
- Segretario di Stato ai Rapporti con il Parlamento, portavoce del governo: Jean-François Copé (UMP)
- Segretario di Stato allo Sviluppo sostenibile: Tokia Saïfi (UMP)
- Segretario di Stato alla Lotta contro la Precarietà e l'Esclusione: Dominique Versini (UMP)
- Segretario di Stato alle Piccole e Medie Imprese, al Commercio, all'Artigianato, alle Professioni Liberali e al Consumo: Renaud Dutreil (UMP)
- Segretario di Stato al Mare: Nicole Ameline  (UMP)
- Segretario di Stato ai Trasporti: Dominique Bussereau (UMP)